# Psylla deflua
Psylla deflua är en insektsart som beskrevs av Yang 1984. Psylla deflua ingår i släktet Psylla och familjen rundbladloppor. Inga underarter finns listade i Catalogue of Life.